# Гредіг
Гредіг — ярмаркове містечко та громада в австрійській землі Зальцбург. Містечко належить округу Зальцбург-Умгебунг.